# Djurön
Djurön är en halvö, tidigare ö, som genom landhöjningen är förbunden med fastlandet. Den ligger i Dagsbergs socken i Norrköpings kommun vid Bråvikens södra strand cirka en mil nordost om Norrköping. SCB har för bebyggelsen på Djurön avgränsat en tätort (före 2015 en småort) namnsatt till Djurön.

## Historia
Djuröns tidiga historia är kopplad till slottet Bråborg, som Gunilla Bielke lät bygga 1588-90. Djurön fungerade då bl.a. som djurhägn, där både hjort och rådjur kunde hittas. På kartor över Bråborg från slutet av 1600-talet ser man tydligt att Djurön då var en ö, vilket naturligt isolerade djuren till en liten yta att röra sig på. 

### Kvarnverksamheten
Pehr Swartz flyttade 1909-1911 familjens kvarnverksamhet till Djurön. I samband med bygget av den nya kvarnen byggdes ett antal arbetarvillor i närområdet och bildade på så sätt ett litet samhälle. De flesta villorna står kvar än idag bortsett från några som revs vid utbyggnaden av den nuvarande anläggningen. 
1912 flyttade Pehr Swartz med familj ut till Djurön, där de bosatte sig på Djurö gård, ett stycke söder om Djurö kvarn. Djurö gård är från 1700-talet men kraftigt ombyggd under 1920-talet. I trädgården finns en minneslund över bemärkta personer från första världskriget.

### Befolkningsutveckling
| Befolkningsutvecklingen i Djurön 2015–2020                                            | Befolkningsutvecklingen i Djurön 2015–2020 | Befolkningsutvecklingen i Djurön 2015–2020 | Befolkningsutvecklingen i Djurön 2015–2020 | Befolkningsutvecklingen i Djurön 2015–2020 |
| ------------------------------------------------------------------------------------- | ------------------------------------------ | ------------------------------------------ | ------------------------------------------ | ------------------------------------------ |
|                                                                                       |                                            |                                            |                                            |                                            |
| År                                                                                    |                                            |                                            | Folkmängd                                  | Areal (ha)                                 |
| 2015                                                                                  | 2015                                       |                                            | 235                                        | 55                                         |
| 2020                                                                                  | 2020                                       |                                            | 306                                        | 56                                         |
| Anm.: ny tätort 2015, var före dess en småort som 2010 hade 169 invånare på 31 hektar |                                            |                                            |                                            |                                            |

## Spannmålshamnen
Längst ut på Djurön är en spannmålshamn belägen. Anläggningen grundades av Pehr Swartz som mjölkvarn och den nuvarande ägaren är Svenska lantmännen. Av den ursprungliga anläggningen finns idag inte mycket kvar, och kvarnverksamheten är sedan länge försvunnen. Den nuvarande började byggas i mitten av 1970-talet och fungerar som exporterande spannmålslager. Anläggningens lagringskapacitet är på ca 250000 ton och tillhandahåller en utlastningskapacitet för panamaxfartyg.

## Naturreservat
Djurön är sedan 1999 ett naturreservat, Djuröns naturreservat

## Kommunikationer
Under vardagar så betjänas Djurön av Östgötatrafikens linje 444